# Qatargas
Qatargas — компания из Катара, занимающаяся производством и продажей сжиженного природного газа (СПГ). Одна из крупнейших мировых компаний по производству СПГ. Сырьё добывается на месторождении Северное/Южный Парс. Перерабатывается в СПГ и отгружается клиентам в промышленном центре Рас Лаффан.

## История
Компания Qatargas была основана в 1984 году, как оператор трёх линий по сжижению природного газа проектной мощностью два миллиона тонн в год каждая (Qatargas-1). Первая партия СПГ производства Qatargas была доставлена в Японию в 1996 году. 
В июле 2005 года с целью эксплуатации и технического обслуживания проектов Qatargas 1, Qatargas 2, Qatargas 3, Qatargas 4, Лаффан НПЗ, и других активов была образована компания Qatargas Operating Company Limited. 
6 апреля 2009 года был официально открыт проект Qatargas-2. В ноябре 2010 года и январе 2011 года, соответственно, начато производство на Qatargas-3 и Qatargas-4.

## Деятельность
- Qatargas-1 имеет следующую структуру собственности: Qatar Petroleum — 65 %, Total — 10 %, ExxonMobil — 10 %, Mitsui — 7,5 %, Marubeni — 7,5 %.
- Qatargas-2 — совместное предприятие Qatar Petroleum и ExxonMobil, с мощностью 7,8 млн тонн в год. Эти поставки покрывают 20 % потребностей Великобритании в СПГ.
- Qatargas-3 является совместным предприятием Qatar Petroleum, ConocoPhillips и Mitsui.
- Qatargas-4 является совместным предприятием Qatar Petroleum и Shell.

### Проекты с участием компании

#### Qatargas-1
Структура собственности: Qatar Petroleum (QP) — 65 %, Total — 10 %, ExxonMobil — 10 %, Mitsui — 7,5 %, Marubeni — 7,5 %. Ориентировочная стоимость проекта составила 2,3 млрд долларов.
Проект был анонсирован в 1981 году. В 1984 году для его реализации была создана компания Qatargas. Проектирование и строительство объекта осуществляла японская корпорация Chiyoda.
Работа по сооружению завода началась в 1994 году с подготовки строительной площадки и создания инфраструктуры, в том числе 35-километровой подъездной дороги.
Первая линия сжижения газа была построена в сентябре 1996 года, 39 месяцев спустя после заключения контракта, а три месяца спустя, с опережением графика, в строй вступила вторая линия. Строительство третьей линии началось в июле 1995 года и закончилось в марте 1998 года.
Каждая линия имеет длину 300 м. Произведённый СПГ хранится перед отправкой в четырёх резервуарах общей вместимостью 340 000 м3
Первый танкер с СПГ, произведённом на объекте Qatargas-1, покинул порт Рас Лаффан в декабре 1996 года. (СПГ-танкер Al Zubarah, вместимость 135 000 м³).
Первоначальная суммарная мощность трёх линий сжижения газа составляла 6 mtpa (6 миллионов тонн в год), но после модернизации в 2005 году, в ходе которой были ликвидированы «узкие места» (проведена модернизация в том числе компрессоров и турбин), увеличена до текущей мощности 9,6 mtpa.
В 2008 году Qatargas-1 произвёл 10 млн тонн СПГ. 
В 2016 году компания объявила на своем сайте о том, что добывает и перерабатывает 45 миллионов кубометров газа в сутки с двадцати двух добывающих скважин.
Проект Qatargas-1 обслуживается флотом из 11 судов вместимостью по 135 000 м³.

#### Qatargas-2
Первая в мире полностью интегрированная цепочка по производству и сбыту СПГ.
В проект входят линии сжижения газа № 4 и № 5 — мощностью в 7,8 млн тонн в год каждая, три морских платформы по десять скважин, пять резервуаров для хранения СПГ ёмкостью по 145 000 кубометров каждый и три погрузочных терминала. Обслуживается флотом из десяти судов.
Поставляет СПГ на Регазификационный СПГ-терминал Саут-Хук в Уэльсе, откуда газ поступает в газопровод Южный Уэльс. Эти поставки покрывают 20 % потребностей Великобритании в СПГ.
Qatar Petroleum и ExxonMobil владеют соответственно 70 % и 30 % долей в четвёртой линии. Пятая линия на 65 % принадлежит QP, на 18,3 % — ExxonMobil, и на 16,7 % — Total.

#### Qatargas-3
Линия сжижения газа № 6, запитанная по двум трубопроводам от трех морских платформ по 11 скважин каждая. Обслуживается флотом из десяти судов типа Q-Max и Q-Flex.
Совместное предприятие Qatar Petroleum (68,5 %), ConocoPhillips (30 %) и Mitsui (1,5 %).

#### Qatargas-4
Линия сжижения газа № 7, запитанная по двум трубопроводам от трёх морских платформ по 11 скважин каждая. Обслуживается флотом из восьми судов. 4 Q-Max и 4 Q-Flex.
Совместное предприятие Qatar Petroleum (70 %) и Shell (30 %). При этом было достигнуто соглашение, что весь произведённый СПГ будет выкупать Shell. В качестве конечного рынка сбыта рассматривались США.

### Морская доставка СПГ
Qatargas осуществляет транспортировку СПГ с использованием двух классов танкеров-газовозов, известных как Q-Max и Q-Flex.